# Clostridium carboxidivorans
Clostridium carboxidivorans è una specie di batterio appartenente alla famiglia delle Clostridiaceae.